# Jurij Koval'čuk
Jurij Valentinovič Koval'čuk (in russo  Юрий Валентинович Ковальчук?; 25 luglio 1951) è un imprenditore russo, finanziere, miliardario, presidente e maggiore azionista di Rossiya Bank e considerato il banchiere personale di Vladimir Putin. La fuga di notizie dei Panama Papers ha rivelato che Kovalchuk aveva trasferito almeno un miliardo di dollari a un'entità offshore..
Koval'čuk è un caro amico di Putin: ha ospitato il matrimonio della figlia di Putin, Katerina Tichonova, con Kirill Šamalov nella sua stazione sciistica, Igora, nel 2013.

## Biografia
Dal 1987 al 1991 è stato il primo vicedirettore dell'Istituto Fisico-Tecnico Ioffe. Dal 2004 è presidente di Rossiya Bank e suo maggiore azionista. Nel 1992, Koval'čuk è stato uno dei fondatori della Corporazione STEAM (russo: ЗАО "Корпорация "СТРИМ"). Koval'čuk è strettamente associato a Vladimir Stoljarenko.
Dai primi anni Novanta, Koval'čuk ha posseduto una dacia a Solovyovka nel distretto di Priozersk della regione di Leningrado, situata sulla sponda orientale del lago Komsomol'skoe sull'istmo careliano vicino a San Pietroburgo. I suoi vicini sono Vladimir Putin, Vladimir Jakunin, Andrej Fursenko, Sergej Fursenko, Viktor Mjačin, Vladimir Smirnov e Nikolaj Šamalov. Insieme hanno istituito la società cooperativa Ozero (il Lago) che ha unito le loro proprietà il 10 novembre 1996.
Nel novembre 2000, è stato uno dei principali azionisti del birrificio "Baltika" (russo: пивоваренная компания "Балтика").
Il numero di maggio 2008 di Forbes russo lo ha elencato per la prima volta nel suo Golden Hundred dei più ricchi della Russia, definendo lui e un altro nuovo arrivato nella lista, Gennadij Timčenko, "buoni conoscenti di Vladimir Putin". La rivista lo collocò al numero 53 nella lista dei soli russi, con una fortuna stimata di 1,9 miliardi di dollari. Dopo le sanzioni imposte a Koval'čuk nel 2018, questo è sceso a 650 milioni di dollari.
Suo fratello maggiore, Michail Koval'čuk, è il segretario scientifico del Consiglio per la Scienza e le Alte Tecnologie collegato al presidente della Federazione Russa.
Nel 2015, il National Media Group (NMG) di Jurij Koval'čuk e US Discovery Channel hanno unito le forze per formare Media Alliance di cui NMG possiede l'80%. Più tardi quell'anno, Koval'čuk acquisì i diritti sulle attività russe di Ted Turner, tra cui la versione russa di CNN, Cartoon Network e Boomerang. Il motivo della vendita si basava sulla legge russa sulla proprietà dei media che limita la proprietà dei media russi da parte degli stranieri.
Nel 2017, Koval'čuk ha acquistato il secolare vigneto Novyj Svet in Crimea per 26,4 milioni di dollari in uno dei primi accordi di privatizzazione nella regione dall'annessione della regione da parte della Russia.
A partire da gennaio 2019, Koval'čuk e Nikolai Shamalov, attraverso la loro proprietà di Rossiya Bank, sono diventati gli investitori più importanti nello sviluppo della Crimea annessa da parte della Russia. 
Nel 2020, Netflix, il principale servizio di intrattenimento in streaming al mondo, ha collaborato con il National Media Group di Koval'čuk per lanciare un servizio di streaming in lingua locale in Russia. 
Il 15 aprile 2021, il sito web di Aleksej Naval'nyj ha dichiarato che dal 2003 Koval'čuk è il proprietario della residenza di Putin a Valdaj che si trova sui 100 ettari meridionali di una penisola tra il lago Užin (russo: Ужин) e il lago Valdaj (russo: озеро Валдай) e si trova attraverso il lago Valdaj dalla città di Valdaj (russo: Валдай). Spesso la Dacia di Putin, costruita nel 1980, viene chiamata "Valdaj", "Dolgie Borodij" o "La Dacia di Stalin", ma Stalin non era vivo quando Valdaj fu costruito.  A nord di questo luogo è presente una zona di proprietà della Federazione Russa di 150 ettari ed è frequentata dal Servizio di sicurezza federale. Koval'čuk affitta la Dacia di Putin al governo russo per un prezzo non conosciuto.

## Vita privata
Sposato con Tat'jana, ha un figlio, Boris.

## Sanzioni
Koval'čuk è stato uno dei numerosi individui sanzionati dal Dipartimento del Tesoro degli Stati Uniti il 20 marzo 2014 in risposta alla crisi di Crimea del 2014. Secondo il Tesoro degli Stati Uniti, Koval'čuk è uno stretto consigliere del presidente Putin ed è stato definito uno dei suoi "cassieri".